# Zachria
Zachria is een geslacht van spinnen uit de  familie van de Sparassidae (jachtkrabspinnen).

## Soorten
- Zachria flavicoma L. Koch, 1875
- Zachria oblonga L. Koch, 1875